# Саар, Гидеон

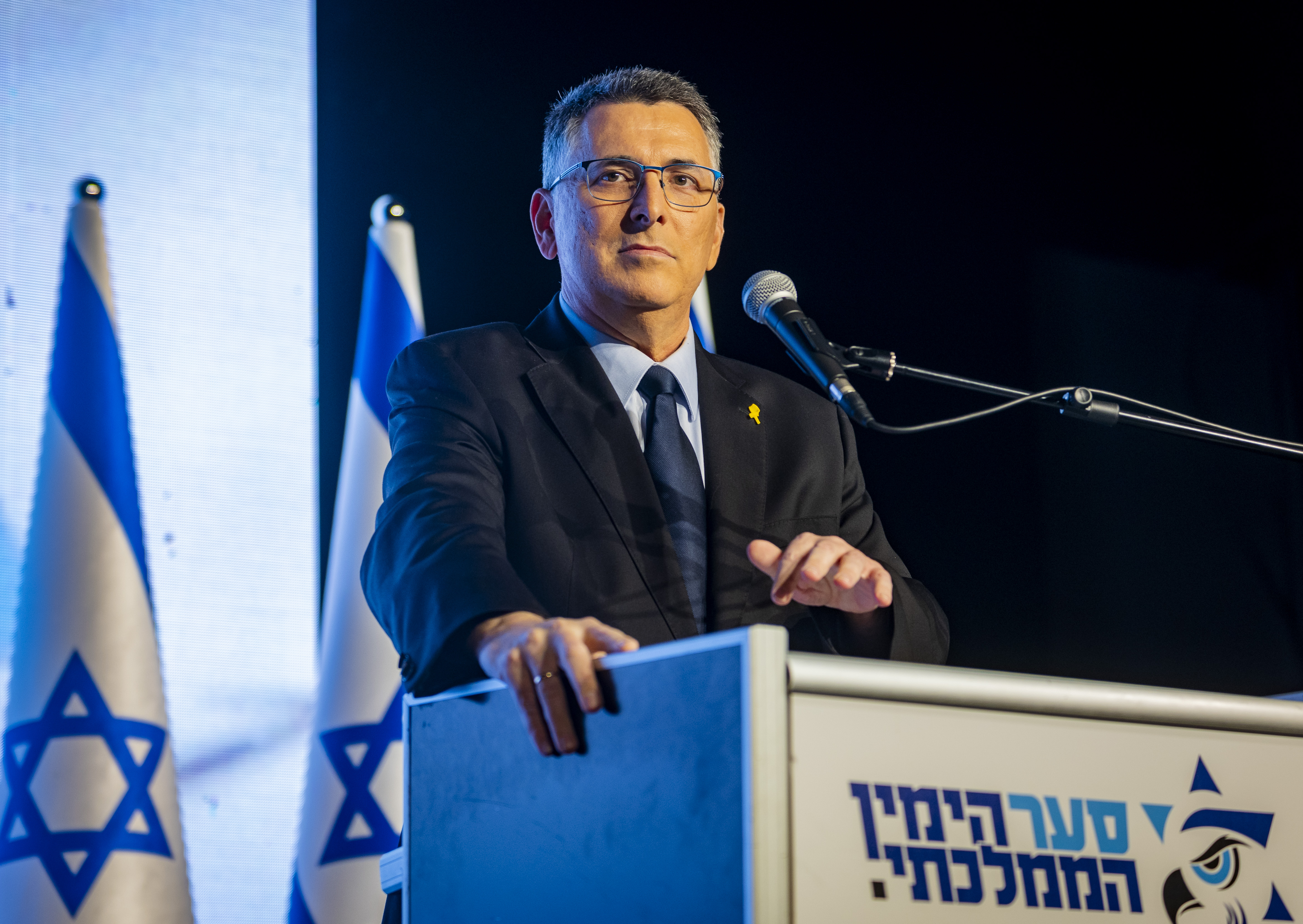
Гидеон Саар. Объявление выхода из союза «Махане а-Мамлахти» и создание партии «Ямин Мамлахти». Март 2024

Гидео́н Моше́ Са́ар (ивр. גדעון משה סער‎, при рождении Серченский (ивр. סרצ'נסקי‎); род. 9 декабря 1966, Тель-Авив) — израильский политик. Министр иностранных дел Израиля с 8 ноября 2024 года. Глава партии «Тиква Хадаша — Ямин Мамлахти». Депутат 16-го, 17-го, 18-го, 19-го, 21-го, 22-го, 23-го созывов Кнессета от партии «Ликуд», 24-го созыва Кнессета от партии «Тиква Хадаша» и 25-го созыва Кнессета от блока «Махане Мамлахти». В прошлом — вице-премьер и министр юстиции Израиля (2021—2022), министр образования (2009—2013) и министр внутренних дел Израиля (2013—2014).
Создатель и лидер партии «Тиква Хадаша — Ямин Мамлахти» (с 2020 года).

## Карьера
Моше Гидеон Серченский родился 9 декабря 1966 года в Тель-Авиве в семье Брурии и Шмуэля Серченских. Его мать Брурия — из седьмого поколения бухарских евреев в Израиле, а отец Шмуэль — ашкеназ из Аргентины (его родители эмигрировали туда из Украины в начале прошлого века). Оригинальная фамилия отца — Зареченский. На иврите фамилию стали произносить как Саречанский. Отец, кроме всего прочего, был врачом Давида Бен-Гуриона в Сде Бокер. У него есть брат и сестра.
В возрасте двадцати четырёх лет принял фамилию Саар.
Служба в Армии обороны Израиля: боец; после ранения на учениях — унтер-офицер (NCO) отдела разведки в бригаде «Голани».
Получил степени бакалавра по политическим наукам и по юридическим наукам в Тель-Авивском университете. Адвокат. Кроме иврита, знает английский язык.
Работал журналистом в журнале «Ха-олям ха-зэ», затем корреспондентом новостной газеты «Хадашот». Стал одним из учредителей 2 канала израильского телевидения.
С декабря 1995 по февраль 1997 года — помощник юридического советника правительства.
С июня 1997 по июль 1998 года — помощник государственного (генерального) прокурора.
С января по июль 1999 года — секретарь правительства (в первом правительстве Беньямина Нетаньяху).
С марта 2001 по ноябрь 2002 года — секретарь правительства (в Первом правительстве Ариэля Шарона).
В возрасте 24 лет женился на Шели Данцигер, у них есть две дочери, Алона и Даниэла. В 2012 году супруги развелись.
В мае 2013 года 47-летний Саар женился на 41-летней Геуле Эвен, телеведущей Первого канала ИТВ, родители которой репатриировались из Литвы. Проживают в Тель-Авиве, у пары родились сын и дочь.

### Политическая карьера
С 17 февраля 2003 по 17 апреля 2006 года — депутат Кнессета 16-го созыва от Ликуда. Член комиссии по вопросам этики. Исполняющий обязанности в комиссии по иностранным делам и безопасности. Член парламентской следственной комиссии по вопросу торговли женщинами. Член особой комиссии по делам иностранных рабочих. Член комиссии по вопросам алии, абсорбции и диаспоры. Член комиссии по делам Кнессета. Член законодательной комиссии. Член комиссии по правам женщин и гендерному равноправию. Член подкомиссии по борьбе с торговлей женщинами. Член парламентской следственной комиссии по вопросу обнаружения коррупции в управленческих структурах государства Израиль. Член совместной комиссии по провозглашению аварийной ситуации. Член муниципального лобби в Кнессете Израиля. Председатель фракции «Ликуд».
Протестуя против разрушения израильских поселений в Гуш-Катифе, Саар подал в отставку с поста председателя фракции, однако был возвращён по личной просьбе главы правительства Шарона (уход Саара мог повлечь за собой развал коалиции). В конце концов Саар проголосовал против размежевания и в дальнейшем не присоединился к партии Кадима, созданной Шароном.
С 17 апреля 2006 по 24 февраля 2009 года — депутат Кнессета 17-го созыва от Ликуда. Заместитель председателя Кнессета. Член совместной комиссии, состоящая из комиссии Кнессета и законодательной комиссии, по обсуждению законопроекта «Порядок власти и закона». Член совместной комиссии по информации о кредитоспособности. Член подкомиссии о хозяйственном урегулировании. Первый мужчина председатель комиссии по правам женщин и гендерному равноправию. В рамках своей деятельности в комиссии — провел закон о продлении декретного отпуска на две недели. Член комиссии по делам Кнессета. Член законодательной комиссии. Член подкомиссии по борьбе с торговлей женщинами. Председатель лобби в пользу жителей Тель-Авива — Яффо. Член лобби Иерусалима. Член лобби в интересах общества и окружающей среды. Член лобби за сокращение социального неравенства. Член лобби в Кнессете для продвижения контактов с христианскими общинами в мире. Председатель фракции «Ликуд».
С 24 февраля 2009 по 5 февраля 2013 года — депутат Кнессета 18-го созыва от Ликуда.
В 2009—2013 годах, в 32-м правительстве Израиля — министр просвещения, член узкого военно-политического кабинета.
В рамках своей деятельности добился утверждения закона о бесплатном образовании в Израиле детям с трёх лет. В рамках реформы Оз ле-Тмура изменил систему образования коренным образом. В результате реформы учителя обязаны оставаться в школах после формальной учёбы — помогать ученикам с домашним заданием, преподавать в маленьких группах, проверять работы и экзамены. Кроме того, зарплата учителей выросла в полтора раза. В каденцию Саара был создан Ариэльский университет на базе местного колледжа. Были введены экскурсии в Хеврон в Пещеру Патриархов (маарат махпела). Несмотря на то, что экскурсии были не обязательными, левые организации в Израиле и некоторые учебные заведения были возмущены таким нововведением. В эпоху Саара в Минпросе были улучшены показатели израильских школьников по всем показателям: в международных экзаменах, на международных олимпиадах, аттестатах зрелости и внутренних экзаменах — Мейцав.
С 5 февраля 2013 по 5 ноября 2014 года (неполная каденция) — депутат Кнессета 19-го созыва от Ликуд — НДИ, Ликуд — национально-либеральное движение.
В 2013—2014 годах, в 33-м правительстве Израиля — министр внутренних дел. В рамках своей деятельности провел важную реформу по сокращению бюрократии в муниципальных органах, переделал границы региональных округов с целью более справедливо распределить доход муниципалитетов (арнона), продлил летнее время на целый месяц (что не удавалось сделать его предшественникам за все существование государства из-за сопротивления религиозного истеблишмента). Кроме того, Саар был ярым противником проникновения инфильтратов. В его каденцию было выдворено из Израиля рекордное количество нелегальных рабочих из Африки.
В ноябре 2014 года объявил о перерыве в своей политической деятельности и желании посвятить себя семье.
В 2017 году объявил о возвращении в политику и стремлении занять в будущем кресло премьер-министра.
На политической карте относится к правому лагерю.
В декабре 2020 года Гидеон Саар вышел из Ликуда, создал и возглавил новую политическую партию «Новая надежда — единство для Израиля» (ивр. תקווה חדשה – אחדות לישראל‎).
13 июня 2021 года, в 36-м правительстве Израиля, занял пост Вице-премьера и министра юстиции и активно занялся реформой судебной системы, включая проведение публичных слушаний по кандидатурам судей в Верховный суд.
Летом 2022 года, перед выборами в Кнессет 25-го созыва, Гидеон Саар вместе с генералами Бени Ганцем и Гади Айзенкотом создали блок «А-Махане а-Мамлахти» (Государственный Лагерь) с целью основать широкое и стабильное правительство, которое положит конец политическому кризису в стране.
В июле 2023 года Гидеон Саар обратился к Беньямину Нетаньяху с просьбой остановить поспешную судебную реформу.
29 сентября 2024 года Гидеон Саар был утверждён Кнессетом на должность министра без портфеля.
8 ноября 2024 года был утверждён Кнессетом на должность министра иностранных дел.